# Albert Strickler (écrivain)
Pour les articles homonymes, voir Albert Strickler.
Albert Strickler, né le 22 mai 1955 à Sessenheim (Bas-Rhin) et mort le 7 novembre 2023 à Colmar (Haut-Rhin),, est un poète, un écrivain et éditeur français.

## Biographie
Homme public, ancien professeur de lettres puis directeur de cabinet du maire de la ville de Sélestat (Gilbert Estève), de 1991 à 1996. Albert Strickler est ensuite directeur des affaires culturelles de 1999 à 2002. Par la suite, il est directeur de l'ESAT culturel l'Évasion, dans la même ville. Retraité, il a poursuivi, jusqu'à son décès, la rédaction de ses ouvrages au cœur de son chalet situé à La Vancelle : Le Tourneciel.

## Publications

### Poèmes
- Graphologie des horloges, 1983
- L'Établi musical, 1984, La Nuée Bleue.
- Vigilance éblouie, 1990, La Bartavelle.  (ISBN 2-87744-045-1)
- Effleurante fertilité suivi de Saisons à Andlau, 1992, l'Ancrier Ed.  (ISBN 2-84012-030-5)
- Dans l'ogive d'une larme, 1995, BF Ed.  (ISBN 2-906995-32-0)
- Éloge des semaines, 1998.
- Le brûlis du coeur, 1998, Ed. Pierron.  (ISBN 2-7085-0202-6)
- À celle qui est venue, 2003, Ed. Pierron.  (ISBN 2-7085-0302-2)
- Lettre à Jean-Paul de Dadelsen, 2007, les Petites Vagues.  (ISBN 978-2-915146-40-0)
- L'horizon dans la poitrine, 2015, Ed. du Tourneciel.  (ISBN 978-2-9542493-8-4)
- Le Diamant et le duvet, 2017, Ed. du Tourneciel.  (ISBN 979-10-95248-13-2)
- Feuilleter la mer, 2019, Ed. du Tourneciel.  (ISBN 979-10-95248-27-9)
- Et toucher du doigt nu la pulpe de la lumière, 2021, Ed. du Tourneciel.  (ISBN 979-10-95248-35-4)

### Journal
- Comme un roseau de lumière, 1994
- De feuilles mortes et d'étourneaux, 1995, La Bartavelle.  (ISBN 2-87744-255-1)
- Des sillons dans la neige,1995, BF Éditions.  (ISBN 2-906995-29-0)
- Il a plu sur les cerises, 1995, Ed. Pierron.  (ISBN 2-906995-30-4)
- Le cœur saxifrage, Journal été 95 - Printemps 98, 1999, Ed. Pierron.  (ISBN 2-7085-0224-7)
- Au-dessus du brouillard, Journal du Tourneciel 2008, Ed. des Vanneaux.  (ISBN 978-2-916071-42-8)
- Le Bréviaire de l'écureuil, Journal du Tourneciel 2009, Ed. des Vanneaux.  (ISBN 978-2-916071-58-9)
- La Traversée des éphémères, Journal du Tourneciel 2010, 2011, les Petites Vagues.  (ISBN 978-2359650495)
- Hors Je, Journal du Tourneciel 2011, 2012, Ed. du Tourneciel.  (ISBN 978-2954249308)
- Les Andains de la joie, Journal 2012, 2013, Ed. du Tourneciel.  (ISBN 978-2-9542493-1-5)
- Pour quelques becquées de lumière, Journal 2013, 2014, Ed. du Tourneciel.  (ISBN 978-2954249339)
- Danse avec la girouette, Journal 2014, 2015, Ed. du Tourneciel.  (ISBN 978-2954249391)
- Autoportrait à l'horloge comtoise, Journal 2015, 2016, Ed. du Tourneciel.  (ISBN 979-1095248057)
- En Offrande aux fraxinelles, Journal 2016, 2017, Ed. du Tourneciel.  (ISBN 979-1095248101)
- Ivre de vertiges, Journal 2017, 2018, Ed. du Tourneciel.  (ISBN 9789791095242)
- Le Coeur à tue-tête, Journal 2018, 2019, Ed. du Tourneciel.  (ISBN 979-1095248255)
- La Constellation du labyrinthe, Journal 2019, 2020, Ed. du Tourneciel  (ISBN 979-1095248286)
- L'Etreinte du vivant, Journal 2020, 2021. Ed. du Tourneciel  (ISBN 979-1095248330)
- Un Silence incandescent, journal 17 mars - 10 mai 2020, 2020, Ed. du Tourneciel  (ISBN 979-1095248323)
- Comme le souffle d'une étoile filante, Journal 2021, 2022, Ed. du Tourneciel  (ISBN 979-10-95248-42-2)
- Boiter jusqu'au ciel, Journal 2022, 2023, Ed. du Tourneciel

### Collaborations
- Mon cœur est une étoile, lettres sur le chemin de Compostelle (textes), avec Gilbert Mosser (textes), 1991.
- Peins-moi un poème (poèmes), avec Rolf Ball (peinture), 1996, Sésame.  (ISBN 2-911791-10-X)
- Passions (poèmes), avec Patrice Thébault (photograghie), 1998, éd. Pierron.  (ISBN 2-7085-0181-X)
- Le Tourneciel (poèmes), avec Colette Ottmann (calligraphie), 2005, les Petites Vagues.  (ISBN 978-2915146158)
- L’Homme qui marche (poèmes), avec Colette Ottmann (calligraphie), 2005, les Petites Vagues.  (ISBN 978-2-915146-75-2)
- Au souffle de l'ange (poèmes), avec Sylvie Lander (peinture), 2006, les Petites Vagues.  (ISBN 978-2-915146-30-1)
- Le Voyage de l'arbre (textes), avec Benjamin Strickler, 2007, Petites Vagues.  (ISBN 978-2915146448)
- La Lumière la mort (poèmes), avec Dan Steffan (illustration), 2013, Ed. du Tourneciel.  (ISBN 978-2-9542493-2-2)
- Les Sublimes d'Alsace: éloge des femmes cépages (poèmes), avec Dan Steffan (illustration), 2014, Ed. du Tourneciel.  (ISBN 978-2-9542493-5-3)
- Voici l'homme (poèmes), avec Colette Ottmann (calligraphie), 2014, Ed. du Tourneciel.  (ISBN 978-2-9542493-4-6)
- Les Icônes miraculeuses (poèmes), avec Rolf Ball (peinture), 2014, Ed. du Tourneciel.  (ISBN 978-2-9542493-6-0)
- Le komboloi des îles (poèmes), avec Philippe Lutz (photographie), 2015, Ed. du Tourneciel  (ISBN 979-1095248002)
- Dans la paume d'une feuille d'érable (poèmes), avec Jean-Christophe Meyer (textes) et Delphine Gutron (illustration), 2017, Ed. du Tourneciel.  (ISBN 979-10-95248-11-8)
- Le Feu des sources (poèmes), avec Rolf Ball (peinture), 2023, Ed. du Tourneciel.

### Autre
- Gérard Brand une vie en mosaïque, voyage vers la transparence, 2011, les Petites Vagues.  (ISBN 978-2-35965-025-9)
- Petit père, 2022, Ed. du Tourneciel.  (ISBN 979-10-95248-43-9)

## Pour approfondir